# Nicole Okala Bilaï
Nicole Okala Bilaï, née le 26 mai 1949 à Dang dans la région du centre au Cameroun, est une femme politique camerounaise.
Après avoir exercé les métiers de mannequin, actrice, restauratrice, et femme d'affaires, elle devient militante du RDPC dans la Région du centre, maire, et en 2013 Sénateur et vice-présidente de la commission de l’éducation, de la formation professionnelle et de la jeunesse du Sénat. Elle est mariée et mère de quatre enfants, dont Patricia Berthelot (1969-2020), experte camerounaise en marketing et directrice générale adjoint des Brasseries du Cameroun.
Son père Charles Okala est sénateur au Cameroun entre 1947 et 1955.

## Formation et carrière professionnelle
Nicole Okala Bilaï est titulaire d’un Bafa de Ludothécaire, lui permettant d'animer un centre de loisirs pour enfants. Elle a également un diplôme de l’Institut des langues occidentales obtenu en 1996, et un diplôme de l’IFOCOP de Paris en 2004. De 1976 à 1994, elle occupe la fonction de directrice de sociétés, puis de consultante commerciale à Paris. Elle est actrice pour « La brûlure » de Urbain Noukouma et « Notre fille ne se mariera pas» de Daniel Kamwa dont elle a le rôle principal en 1980.
Par ailleurs, elle exerce en tant que délégué médicale au groupement des pharmaciens du Cameroun, Elle est également représentante de deux grands laboratoires français. Après la rencontre avec son mari en 1977, elle se reconvertit dans la restauration à Douala.
Elle est également membre fondatrice du GFAC,

## Parcours politique
Dès 1985, elle entre au Rassemblement démocratique du peuple camerounais (RDPC). Six ans plus tard, elle démissionne de ce parti et crée l’Union sociale camerounaise (USC), laquelle fusionne avec l’Union nationale pour la démocratie et le progrès (UNDP, majorité). Elle quitte l'UNDP pour revenir au RDPC, qui la fait élire en 2007 comme maire de Mbangassina et députée suppléante. Depuis le 29 avril 2013, elle est sénatrice et à la suite de sa prise de fonction, elle accède au poste de vice-présidente de la Commission de l’éducation, de la formation professionnelle et de la jeunesse.

## Mandats électifs
- 1991: 1re femme cheffe de parti politique au Cameroun ;
- 2007: députée suppléante et maire de la commune rurale de Mbangassina ;
- 2013 – Jusqu'à nos jours : sénatrice dans la Région du Centre.